# Durango (1935)
Durango – meksykański okręt z okresu II wojny światowej i powojennego, hybryda kanonierki i transportowca, używany także jako okręt szkolny, zbudowany w Hiszpanii. Wodowany w 1935 roku, służył w Marynarce Meksyku przez 65 lat, od 1936 do 2001 roku. Był głównym okrętem typu Durango składającego się z dwóch okrętów, przy czym drugi został ukończony w zmodyfikowanej postaci i przejęty przez Hiszpanię.
Uzbrojenie główne „Durango” stanowiły dwa działa kalibru 102 mm. Wyporność pełna wynosiła 2000 ton angielskich. Napędzały go początkowo turbiny parowe, pozwalające na osiąganie prędkości 20 węzłów, w latach 60. wymienione na silniki wysokoprężne z przekładnią elektryczną. Okręt mógł transportować do 490 żołnierzy i 80 koni. Nosił numery burtowe: 128, B-1 i B-01.

## Historia
Meksyk na początku lat 30. XX wieku miał niewielką marynarkę wojenną, której trzon stanowiło kilka kanonierek z początku wieku i przestarzały pancernik obrony wybrzeża „Anáhuac”. W tym czasie kraj ten nawiązał współpracę z nowo proklamowaną Republiką Hiszpańską, z którą łączyły go więzi historyczne, kulturowe i ideologiczne. Hiszpania borykała się wówczas z kryzysem światowym i zmniejszyła wydatki na rozbudowę marynarki w porównaniu do planów z czasów monarchii, wobec czego poszukiwała zatrudnienia dla swojego przemysłu stoczniowego. W efekcie Meksyk zdecydował o modernizacji swojej marynarki w oparciu o Hiszpanię i pod koniec 1932 roku oba państwa zawarły umowę, przewidującą budowę ogółem aż 15 okrętów. Część programu miała być sfinansowana z pożyczki w wysokości 73 milionów peset, na której udzielenie zgodził się rząd Hiszpanii 28 grudnia 1932 roku, z terminem spłaty do 1939 roku. W lutym 1933 roku ustalono zamówienie w pierwszej fazie trzech kanonierek typu Guanajuato i dziesięciu niewielkich jednostek obrony wybrzeża (patrolowców) typu G, a w drugiej dwóch dużych kanonierek – transportowców.
Cechą szczególną marynarki Meksyku od początku XX wieku stało się zamawianie uniwersalnych kanonierek, które zarazem służyły do transportu wojska. Dwie kanonierki typu Tampico, zbudowane w USA i wodowane w 1902 roku, mogły transportować po 200 żołnierzy. Rozwinięciem tej koncepcji stał się „General Guerrero” z 1908 roku, który mógł przewozić 550 żołnierzy, 45 koni i kilka armat. Zwieńczeniem tej linii rozwoju stały się kanonierki typu Durango. Założenia techniczne okrętów opracowali Meksykanie, a projekt został opracowany w Hiszpanii. Punktem wyjścia do projektowania stały się hiszpańskie kanonierki typu Canovas del Castillo (stanowiące zarazem pierwowzór okrętów typu Guanajuato).
Zlecenia rozdzielono pomiędzy różne stocznie hiszpańskie. Budowę pierwszego transportowca zlecono prywatnej stoczni Union Naval de Levante w Walencji. Stępkę pod budowę położono 28 października 1933 roku. Okręt wodowano 28 czerwca 1935 roku. Nadano mu nazwę „Durango” od stanu w Meksyku. W dniach 18–20 maja 1936 roku prowadzone były próby morskie, po których w czerwcu 1936 roku został przejęty przez zamawiającego. Drugi okręt „Zacatecas”, budowany w Kadyksie, nie był gotowy w chwili wybuchu wojny domowej i został później wcielony do marynarki frankistów jako „Calvo Sotelo”.
„Durango” klasyfikowany był oryginalnie jako transportowiec wojenny (Transporte de guerra), określany też jako transportowiec – kanonierka (Transporte-Cañonero). W literaturze anglojęzycznej określany bywał jako slup (sloop), a po wojnie jako fregata.

## Opis

### Architektura i kadłub
Okręt miał charakterystyczny obszerny kadłub o wysokich burtach i szeroko rozgiętych wręgach, dla zwiększenia pojemności pomieszczeń wewnętrznych. Stewy dziobowe i rufowe były proste, lekko wychylone. Pokład dziobowy był podniesiony na niecałej połowie długości okrętu, przechodząc dalej w pokład nadbudówki. Burty na dziobie miały wysokość 5,25 m – okręt wyróżniały w dziobowej części trzy rzędy iluminatorów odpowiadające pokładom. Po modernizacji w latach 60. burty zostały podwyższone także na śródokręciu i pokład dziobowy sięgał poza połowę długości okrętu. Wówczas jednak także zaślepiono rząd iluminatorów na najniższym pokładzie, dla uniknięcia ryzyka zalewania. Dwa działa artylerii głównej rozmieszczone były na pokładzie dziobowym blisko dziobu oraz na pokładzie rufowym. Bezpośrednio za działem dziobowym była nadbudówka dziobowa, z charakterystycznym znajdującym się blisko dziobu podwyższonym przeszklonym pomostem nawigacyjnym, z odkrytym mostkiem na dachu. Podczas modernizacji także wydłużono górną kondygnację nadbudówki. Pojedynczy pochylony komin umieszczony był za nadbudówką, jeszcze przed środkiem długości okrętu. Po modernizacji komin został zamieniony na mniejszy, o nowocześniejszym opływowym kształcie, odprowadzający spaliny z silników. Sylwetkę dopełniały dwa pochylone maszty palowe, przy tym dziobowy z bocianim gniazdem i żurawiem. Po modernizacji maszty zamieniono na lekkie trójnożne kratownicowe, w nieco innych miejscach.
Kadłub miał trzy ciągłe pokłady (łącznie z górnym), z tego dolny znajdował się poniżej linii wodnej. Dla ułatwienia załadunku, okręt miał na śródokręciu po obu burtach dwuskrzydłowe furty, prowadzące do okrętowej stajni, która mogła być zaadaptowana także do przewożenia ładunków lub artylerii. Wewnątrz kadłub był podzielony poprzecznymi grodziami wodoszczelnymi, lecz tylko dwie sięgały na całą wysokość kadłuba do pokładu górnego (na wręgach 60 i 85, oddzielających kotłownie od innych pomieszczeń). Kotłownia z dwoma kotłami ustawionymi jeden za drugim nie zajmowała całej szerokości kadłuba, a po jej bokach były przedziały zapewniające jej dodatkową ochronę. Maszynownia z dwoma turbinami znajdowała się dalej w kierunku rufy. Konstrukcja kadłuba była nitowana. Na całej długości rozciągało się dno podwójne.
Wyporność standardowa okrętu była określona na 1600 ts, a wyporność pełna według różnych źródeł na 1950 lub 2000 ts. Po przebudowie wyporność pełna zmniejszyła się do 1800 ton. Okręt miał długość całkowitą 92,35 m, a między pionami 85,95 m, lub według innych źródeł odpowiednio 93,8 m i 85,8 m. Szerokość wynosiła 12,19 m, a zanurzenie 3,05 m przy wyporności standardowej i 3,6 m przy wyporności pełnej.
Załoga początkowo liczyła 141 osób. Późniejsze roczniki flot podawały liczebność załogi 149 osób, w tym 24 oficerów. Można było na nim ponadto transportować 450 żołnierzy, 40 oficerów i 80 koni.

### Uzbrojenie
Główne uzbrojenie artyleryjskie okrętów stanowiły dwa brytyjskie działa kalibru 102 mm (rzeczywisty kaliber 101,6 mm) systemu Vickersa, eksportowego modelu Mk LA, takie same jak w kanonierkach typu Guanajuato. Ich długość lufy wynosiła 45 kalibrów (L/45). Działa produkowane były przez SECN w arsenale Carraca w Hiszpanii na licencji brytyjskiej. Umieszczone były w pojedynczych stanowiskach z maskami ochronnymi na dziobie i na rufie. Miały one kąt podniesienia lufy do +30° i donośność do 7 mil morskich.
Uzbrojenie uzupełniały dwa pojedyncze działa starego wzoru kalibru 57 mm Nordenfelta, umieszczone po bokach komina. Armaty te służyły jako salutacyjne i dotrwały do końcowego okresu służby. Uzbrojenie przeciwlotnicze stanowiły cztery francuskie armaty automatyczne kalibru 25 mm L/60 (dwie podwójnie sprzężone). Zasilane były z magazynków 15-nabojowych. Uzupełniały je dwa podwójnie sprzężone wielkokalibrowe karabiny maszynowe Hotchkiss kalibru 13,2 mm. W 1942 roku podczas ograniczonej modernizacji w USA, w miejsce działek kalibru 25 mm „Durango” otrzymał trzy pojedyncze działka kalibru 20 mm Oerlikon Mk 4. Otrzymał też wówczas dwie zrzutnie na pięć bomb głębinowych każda, z łącznym zapasem 30 bomb Mk VI o masie 136 kg. Zrzutnie bomb głębinowych zostały zdemontowane po wojnie. Podczas dużej modernizacji w 1967 roku okręt otrzymał czwarte działko kalibru 20 mm. Na przełomie lat 70. i 80. zdemontowano działo rufowe artylerii głównej, pozostawiając jedną armatę kalibru 102 mm.

### Napęd
Napęd stanowiły oryginalnie dwa zespoły turbin parowych systemu Parsonsa z przekładniami, o mocy łącznej 6500 shp. Turbiny wyprodukowane były przez przedsiębiorstwo stoczniowe Sociedad Española de Construcción Naval (SECN). Parę dostarczały dwa kotły typu Yarrow. Siłownia napędzała dwie śruby. Kontraktowa prędkość maksymalna wynosząca 19 węzłów została przekroczona i podczas prób 4-godzinnych „Durango” osiągnął średnią prędkość maksymalną 21 węzłów. Istnieją duże rozbieżności w publikacjach dotyczące zapasu paliwa płynnego, od 140 do 400 ton. Zasięg wynosił 3000 Mm przy prędkości 15 węzłów.
W 1967 roku napęd turboparowy zamieniono na spalinowo-elektryczny. Turbiny i kotły wymieniono na dwa silniki wysokoprężne Enterprise DMR-38 o mocy łącznej 5000 shp. Napędzały one dwie śruby za pośrednictwem silników elektrycznych. Prędkość maksymalna wynosiła 18 węzłów, a ekonomiczna 12 węzłów, z którą okręt nadal miał zasięg 3000 Mm.

### Wyposażenie
Okręt z wyposażenia radioelektronicznego początkowo miał tylko radiostacje i radionamiernik. Dopiero po modernizacji w latach 60. otrzymał radar i system radionawigacji LORAN. Nie był wyposażony w sonar.

## Służba
„Durango” został przyjęty do służby meksykańskiej w Walencji 14 lipca 1936 roku. Miało to miejsce tuż przed wybuchem 17 lipca wojny domowej w Hiszpanii, który spowodował przedłużenie prób odbiorczych i zmianę planów, zgodnie z którymi okręt miał odwiedzić europejskie porty, poczynając od Dunkierki. 26 sierpnia po raz pierwszy okręt wyszedł w morze z meksykańską załogą, płynąc do Marsylii we Francji w celu uzupełnienia wyposażenia, po czym powrócił do Walencji. Biorąc na pokład uciekinierów z Hiszpanii i odwiedzając po drodze m.in. Gibraltar, Lizbonę i Hawanę, okręt pokonał Atlantyk i dopłynął do Veracruz w Meksyku 3 listopada. Pierwszym dowódcą został kmdr ppor. Manuel Zermeno Araico.
Zimą 1936/1937 okręt złożył pierwszą wizytę zagraniczną w Mobile w USA. Między 24 lipca a 26 sierpnia służył jako jacht państwowy prezydenta Meksyku Lázaro Cárdenasa podczas wizyty w Progreso w stanie Jukatan. 1 listopada 1937 roku okręt posłużył po raz pierwszy do transportu wojska z Veracruz do Lermy. 23 stycznia 1938 roku zaokrętowano na „Durango” meksykańską ekipę sportową na zawody w Colón w Panamie. W sierpniu tego roku okręt odbył też po raz pierwszy 24-dniowy rejs szkolny z podchorążymi. W 1939 roku okręt był wykorzystywany do podobnych zadań, a między marcem a majem 1940 roku odbył pierwszy dłuższy 48-dniowy rejs szkolny o długości prawie 10 500 mil morskich, oraz rejs z ekipą sportową na pokładzie do Valparaíso w Chile. Między 28 września a 8 października „Durango” brał udział w obchodach 400. rocznicy założenia miasta Campeche.
W maju 1942 roku Meksyk przystąpił po stronie aliantów do udziału w II wojnie światowej i do lata „Durango”, bazując w Veracruz, przeprowadził pięć patroli na wodach meksykańskich trwających 29 dób. 18 czerwca przeszedł na modernizację do Galveston w USA, gdzie dozbrojono go w dwie zrzutnie bomb głębinowych, z zapasem 30 bomb, aczkolwiek okręt nie dysponował sonarem do wykrywania okrętów podwodnych. W tym czasie też został przemalowany w amerykański kamuflaż US Navy Measure 12. „Durango” służył do końca wojny do celów patrolowych i eskortowych, a także transportowych, bez kontaktu z wrogiem. Na przełomie 1945/1946 roku prawdopodobnie znajdował się w remoncie. Po wojnie, od lipca 1946 roku w dalszym ciągu okręt służył głównie do transportu w służbie państwowej, w tym delegacji sportowych, a także do ochrony rybołówstwa. 15 lutego 1948 roku bezskutecznie poszukiwał zaginionego samolotu pasażerskiego na północ od Veracruz. Prawdopodobnie po raz pierwszy w swojej karierze „Durango” posłużył do przewozu koni 12 lutego 1950 roku, płynąc z delegacją meksykańską do Hawany. W tym okresie okręt nosił numer burtowy 128.
W grudniu 1963 roku okręt wycofano z czynnej służby z uwagi na zużycie, a następnie skierowano do remontu w Veracruz połączonego z modernizacją, zakończonego w 1967 roku, podczas którego wymieniono zużytą siłownię turboparową na silniki wysokoprężne, co obniżyło prędkość, lecz zwiększyło ekonomię eksploatacji. W tym czasie, w marcu 1964 roku zasadnicze przeznaczenie okrętu zmieniono na okręt szkolny. Między 23 września a 6 października 1968 roku „Durango” posłużył do przewiezienia ognia olimpijskiego z Bahamów do Veracruz w związku z Letnimi Igrzyskami Olimpijskimi w Meksyku. Przy tym, na ostatnich kilkuset metrach do brzegu, pochodnię przejęli meksykańscy pływacy.

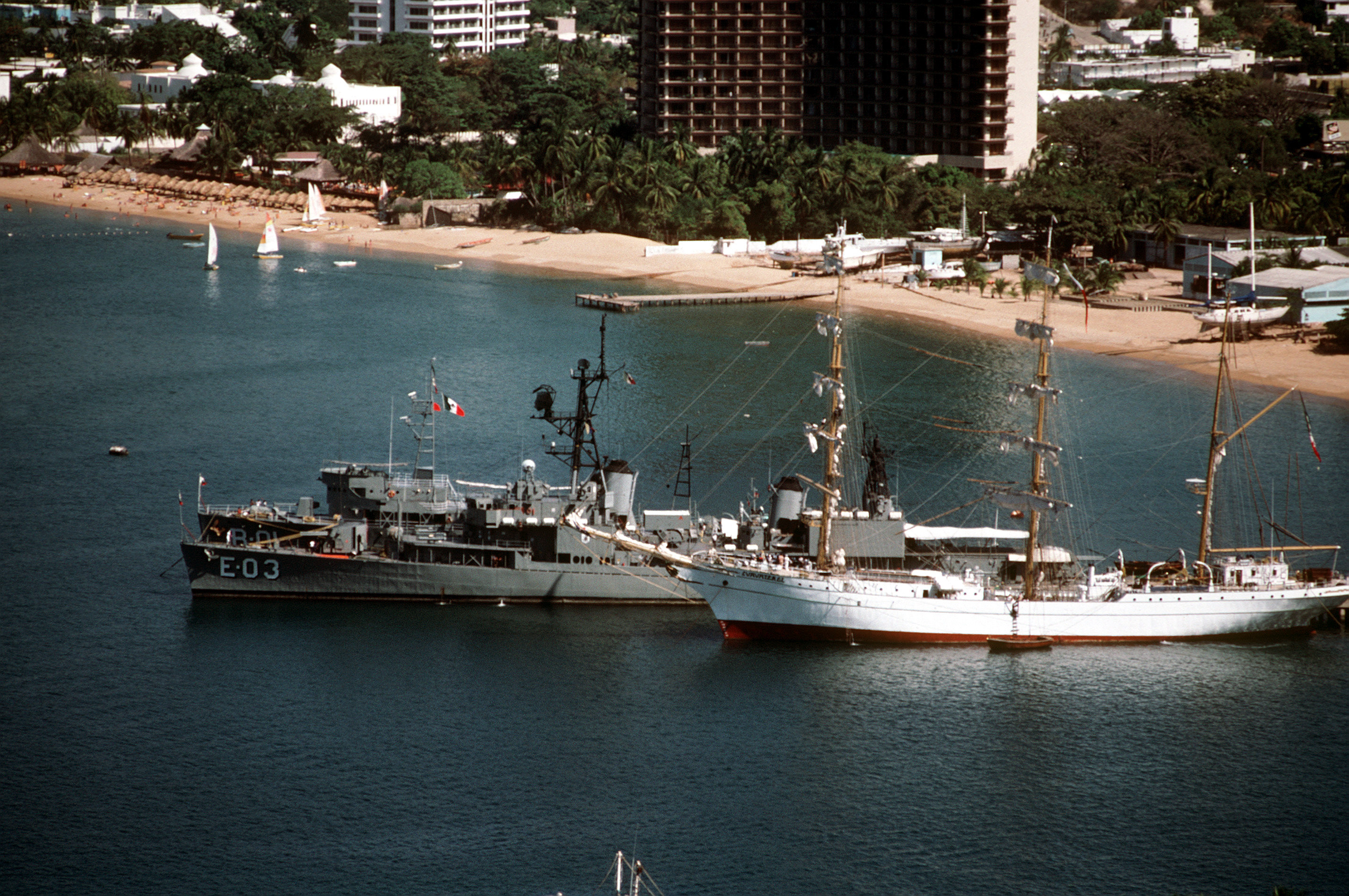
„Durango” (w głębi) z fregatą „Quetzalcoatl” i żaglowcem szkolnym „Cuauahtemoc” w Acapulco, 1985 rok

Od 1969 roku „Durango” zaczął odbywać dalekie rejsy szkolne z podchorążymi, zaczynając od rejsu na Pacyfik, podczas którego odwiedził Samoa, Sydney, Wellington i Tahiti. W 1970 roku popłynął do Panamy, Wenezueli, Brazylii i Kolumbii, a w 1971 roku do Europy, dopływając najdalej do Antwerpii. W tym okresie numer burtowy zmieniono według nowego systemu na B-1. W 1974 roku okręt dostarczył środki medyczne i lekarzy do Puerto Cortés po trzęsieniu ziemi w Hondurasie. Pod koniec lat 70. okręt był nieaktywny, lecz został następnie ponownie przywrócony do sprawności. Brał udział w manewrach floty, głównie w charakterze transportowca lub okrętu sztabowego, w tym w 1981 roku (Antigua-81) i 1983 roku (Patria-83). W tym okresie, do początku lat 80. zmieniono zapis numeru burtowego na B-01. W latach 80. przez kilka lat „Durango” służył też w programie resocjalizacji młodocianych przestępców przez praktykę morską.
Z uwagi na zużycie i przestarzałość, 16 lipca 2001 roku „Durango”, po 65 latach służby, został skreślony ze stanu marynarki. Łącznie w służbie przeszedł 405 868,9 mil morskich, spędzając w morzu 2093 dni, a dowodziło nim 62 oficerów. Zamierzano zachować „Durango” jako okręt muzeum i 9 maja 2003 roku marynarka przekazała go z takim przeznaczeniem gubernatorowi stanu Sinaloa. Został on tymczasowo zakotwiczony w Mazatlán, jednak nie udało się dojść do porozumienia w kwestiach gdzie i w jakiej formie ma być eksponowany, podczas gdy stan niekonserwowanego okrętu się pogarszał. Ostatecznie w 2009 roku „Durango” został przejęty przez władze stanu Sinaloa i oddany na złom.